# Śniadanie izraelskie

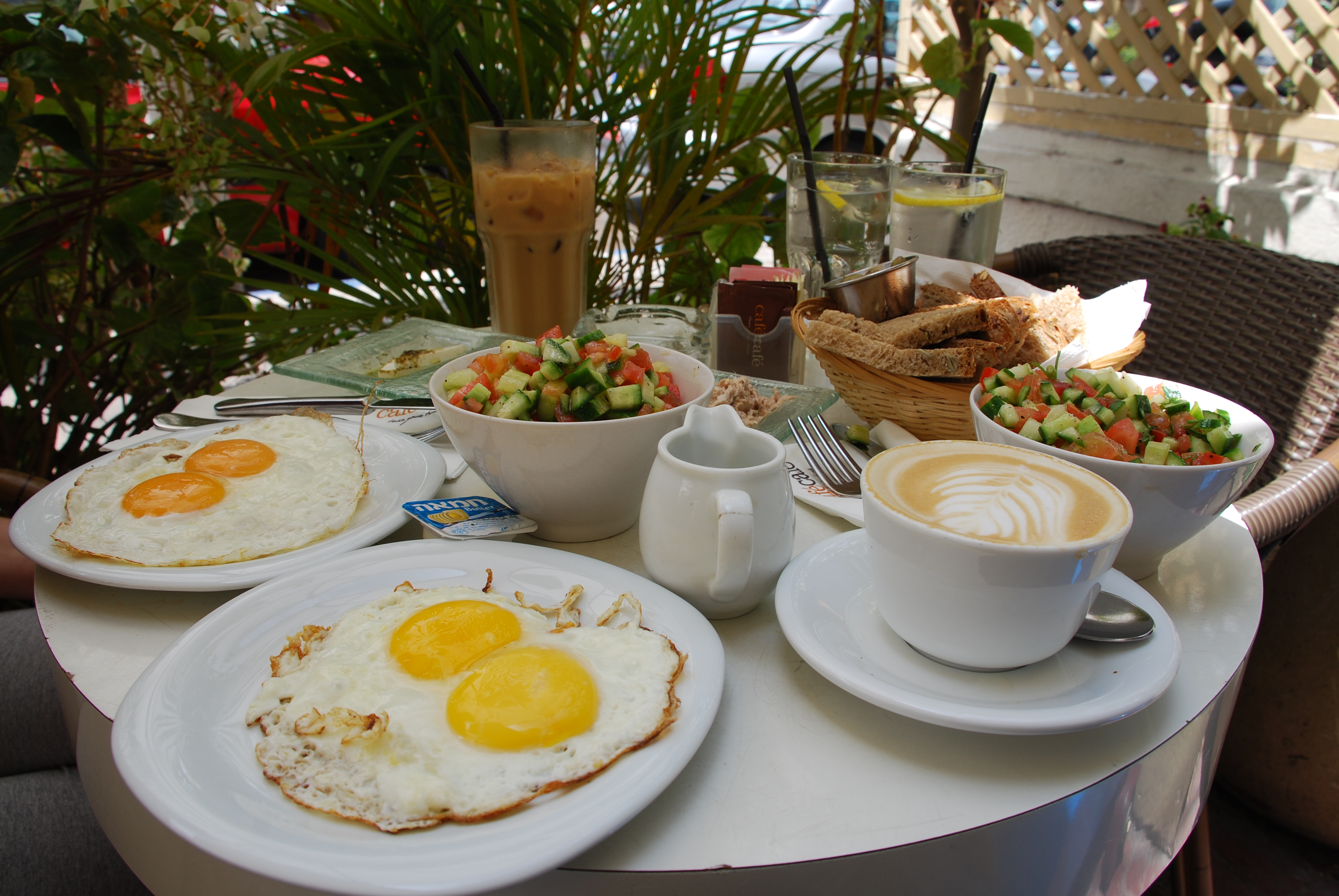
Śniadanie izraelskie

Śniadanie izraelskie – typ śniadania wywodzący się z kuchni izraelskiej. Składa się z dużej ilości pokrojonych świeżych warzyw (np. pomidory, papryka, cebula, ogórek) i owoców (np. jabłka, pomarańcze, melony), chleba, jajek (np. jajecznica, jajka gotowane lub sadzone), nabiału (np. sery białe i żółte, jogurty, maślanka), zimnych sałatek, soków, herbaty i kawy. Zazwyczaj nie zawiera mięsa. Śniadanie podane jest w formie bufetu, z którego można wybierać różne elementy. 
Ten typ śniadania wywodzi się z kibuców, gdzie zjadano skromny posiłek przed pracą (którą starano się zacząć jak najwcześniej, aby uniknąć upałów), a następnie po kilku godzinach zjadano dopiero bardzo duże, wzmacniające po ciężkiej pracy śniadanie. Obecnie ten typ śniadania rozpowszechnił się także w izraelskich hotelach i domach.